# أندريا مينو
أندريا مينو (بالإيطالية: Andrea Migno)‏ مواليد 10 يناير 1996 في كاتوليكا، إيطاليا، هو متسابق دراجات نارية إيطالي. نافس في الجائزة الكبرى للدراجات النارية في فئة موتو 3 وبدأ فيها سنة 2013.

## النتائج

### سباق الجائزة الكبرى للدراجات النارية

#### حسب الموسم
| الموسم | الفئة  | الدراجة  | السباق | الفوز | المنصة | الانطلاق | أسرع لفة | النقاط | الترتيب |
| ------ | ------ | -------- | ------ | ----- | ------ | -------- | -------- | ------ | ------- |
| 2013   | موتو 3 | إف تي آر | 2      | 0     | 0      | 0        | 0        | 0      | ن.غ.م   |
| 2014   | موتو 3 | ماهيندرا | 7      | 0     | 0      | 0        | 0        | 8      | 25      |
| 2015   | موتو 3 | كي تي إم | 18     | 0     | 0      | 0        | 0        | 35     | 19      |
| 2016   | موتو 3 | كي تي إم | 6      | 0     | 0      | 0        | 0        | 21     | 17      |
| إجمالي |        |          | 33     | 0     | 0      | 0        | 0        | 64     |         |

#### السباقات حسب السنة
| السنة | الفئة  | الدراجة  | 1      | 2             | 3            | 4          | 5       | 6           | 7           | 8         | 9          | 10         | 11       | 12            | 13            | 14         | 15           | 16            | 17           | 18        | مركز  | النقاط |
| ----- | ------ | -------- | ------ | ------------- | ------------ | ---------- | ------- | ----------- | ----------- | --------- | ---------- | ---------- | -------- | ------------- | ------------- | ---------- | ------------ | ------------- | ------------ | --------- | ----- | ------ |
| 2013  | موتو 3 | إف تي آر | قطر    | الأمريكتان    | إسبانيا      | فرنسا      | إيطاليا | كتالونيا 25 | هولندا      | ألمانيا   | إنديانا    | تشيك 26    | بريطانيا | سان مارينو    | أرغون         | ماليزيا    | أستراليا     | اليابان       | بلنسية       |           | ن.غ.م | 0      |
| 2014  | موتو 3 | ماهيندرا | قطر    | الأمريكتان    | الأرجنتين    | إسبانيا    | فرنسا   | إيطاليا     | كتالونيا    | هولندا    | ألمانيا    | إنديانا    | تشيك     | بريطانيا ل.ين | سان مارينو 8  | أرغون ل.ين | اليابان ل.ين | أستراليا 17   | ماليزيا ل.ين | بلنسية 18 | 25    | 8      |
| 2015  | موتو 3 | كي تي إم | قطر 24 | الأمريكتان 12 | الأرجنتين 17 | إسبانيا 21 | فرنسا 9 | إيطاليا 15  | كتالونيا 28 | هولندا 12 | ألمانيا 21 | إنديانا 20 | تشيك 13  | بريطانيا 15   | سان مارينو 13 | أرغون 9    | اليابان 20   | أستراليا ل.ين | ماليزيا 24   | بلنسية 11 | 19    | 35     |
| 2016  | موتو 3 | كي تي إم | قطر 17 | الأمريكتان 29 | الأرجنتين 15 | إسبانيا 11 | فرنسا 7 | إيطاليا 10  | كتالونيا    | هولندا    | ألمانيا    | إنديانا    | تشيك     | بريطانيا      | سان مارينو    | أرغون      | اليابان      | أستراليا      | ماليزيا      | بلنسية    | 17*   | 21*    |

## روابط خارجية
- أندريا مينو على موقع MotoGP.com (الإنجليزية)
- أندريا مينو على موقع AS.com (الإسبانية)